# Indiában történt légi közlekedési balesetek listája
Az Indiában történt légi közlekedési balesetek listája mind a halálos áldozattal járó, mind pedig a kisebb balesetek, meghibásodások miatt történt, gyakran csak az adott légiforgalmi járművet érintő baleseteket is tartalmazza évenkénti bontásban.

## Indiában történt légi közlekedési balesetek

### 1963
- 1963. július 28. Mumbaitól 10 kilométerre a tengeren. A United Arab Airlines 869-es járata, egy de Havilland Comet 4C típusú utasszállító repülőgép, lajstromjele SU-ALD, leszállás közben a tengerbe csapódott. A gépen utazó 55 fő utas és 8 fő személyzet életét vesztette.[1]

### 2013
- 2013. június 26. Kedarnath, Gaurikundtól északra. Az Indiai Légierő Mi–17 V5 típusú katonai mentőhelikoptere lezuhant. A gépen 20 fő tartózkodott, közülük 9 fő a Nemzeti Katasztrófaelhárítási Erők, illetve 6 fő az Indo-Tibet Határvédelmi Rendőrség állományába tartozott. A helikopteren 5 fős személyzet volt. A gépen utazók közül mindenki életét vesztette.[2]

### 2016
- 2016. július 22., Bengáli-öböl. Az Indiai Légierő An–32-es típusú, K-2743 lajstromjelű gépe az Andamán- és Nikobár-szigetek felé tartó útja során a tengerbe zuhant a szigetek közelében. A gép 6 fős személyzete és 23 utasa életét vesztette.[3]

### 2018
- 2018. június 28., Jagruti Nagar. Az UY Aviation légiforgalmi vállalat Beechcraft C90 King Air típusú repülőgépe lezuhant. A gépen 4 fős személyzet tartózkodott a baleset idején. Senki sem élte túl közülük.[4]
- 2018. október 12., Mangalor, Tiruchirappalli Nemzetközi Repülőtér. Az Air India légitársaság Boeing 737-es repülőgépe leszállást követően túlfutott a kifutópályán és a repülőtért övező betonfalnak ütközött. A gép megrongálódott, ennek ellenére a pilóták folytatták az utat, de Mumbaiban inkább kényszerleszállást hajtottak végre. A gépen utazók közül senki sem sérült meg.[5]

### 2025
- 2025. június 12., Ahmadábád. Az Air India Ahmadábádból Londonba tartó járata nem sokkal a felszállás után lezuhant. A fedélzeten 230 utas és 12 fős személyzet tartózkodott, akik közül egy utas élte túl a balesetet. A balesetben legalább 279 ember vesztette életét: a fedélzeten tartózkodók mellett legalább 38 ember halt meg a földön, amikor a repülőgép a Meghani Nagar nevű lakóövezetbe, egy orvosi kollégiumra zuhant. A baleset oka egyelőre tisztázatlan.[6][7]